# 片山柊
片山 柊（かたやま しゅう、1996年〈平成8年〉12月3日 - ）は、日本のピアニスト・作曲家。北海道小樽市出身。

## 略歴
北海道札幌市に生まれ、小樽市で育つ。友人の影響で7歳からピアノを始める。早くからピアニスト・作曲家両面で活躍することを目指していた。札幌大谷中学校・高等学校音楽科を経て、東京音楽大学（ピアノ演奏家コース・エクセレンス）を首席で卒業し、さらに同大学院修士課程を修了した。その後、桐朋学園大学作曲科修了。ピアノは日向加代子、斉藤香苗、武田真理、東誠三、広瀬宣行、作曲は土田英介、加藤真一郎から、それぞれ指導を受けた。
ピアニストとしての主な受賞歴に、第64回全日本学生音楽コンクールピアノ部門中学生の部全国大会第1位、第41回ピティナ・ピアノコンペティション特級グランプリ、および聴衆賞 文部科学大臣賞 スタインウェイ賞などがある。
作曲家として、第28回奏楽堂日本歌曲コンクール作曲部門第1位を受賞した。2位なしの1位は史上初。受賞作「三好達治の詩による歌曲集」の楽譜は、「四つの思い出」歌曲集と題してカワイ出版より刊行されている。
現代曲や日本人作曲家の作品の演奏・探究をライフワークとしている。
ソロ、コンチェルト、室内楽のみならず、コンテンポラリー・ダンサーや俳優など、異分野のアーティストとクロスオーバーする作品に数多く出演している。
2021年6月、世界的舞踊家イスラエル・ガルバンのダンスコンサート・ツアー「春の祭典」にピアニストとして出演し、大きな反響を呼んだ。
2023年6月、ダンスコンサート 平山素子×笠井叡『「フーガの技法」を踊る』に出演し、コンテンポラリー・ダンス界を牽引する2人のダンサーと共演。バッハのフーガ14曲を演奏し、好評を博した。同作はDance Dance Dance @ YOKOHAMA 2021にて開催された「エリア50代」で初演された、笠井叡振付・平山素子によるソロダンス『J.S.バッハ作曲“フーガの技法”1.2.6.9番によるダンス』のスケールアップ公演。
2024年12月には『平山素子×笠井叡「フーガの技法」を踊る ライブ・フィルム＋パフォーマンス』に出演し、平山素子氏・笠井叡氏との共同創作によるパフォーマンスを披露した。
2024年9月、クラシックギター奏者の五十嵐紅とデュオを結成。ギターとピアノという世界的にも希少な編成による、繊細な響きを追究している。また、この編成のために「When You Wish upon a Star（星に願いを）」など編曲を多く手掛けている。
2024年4月より桐朋学園大学作曲科非常勤講師を務めている。 

## 主な受賞歴
- 第64回全日本学生音楽コンクールピアノ部門中学生の部全国大会第1位[10]
- 第15回大阪国際音楽コンクールピアノ部門Age-H 第3位[31]
- 第7回横浜国際音楽コンクールピアノ部門高校生部門全国大会 第1位 Virtuoso賞[32]
- 第25回おきでんシュガーホール新人演奏会オーディション グランプリ[33]
- 第41回ピティナ・ピアノコンペティション特級グランプリ 聴衆賞 文部科学大臣賞 スタインウェイ賞[11][12][13]
- 令和4年度奏楽堂日本歌曲コンクール 第28回作曲部門 第1位『三好達治の詩による歌曲集』[34][35]
- 第23回国際ピアノデュオコンクール作曲部門（2023年） 第2位 音楽之友社奨励賞[36] 『連弾のための「ダイアローグ」』[37][38]

## 作品リスト
ピアノ曲
- 連弾のための「ダイアローグ」/Dialogue For Piano Duet (2023年7月 第23回国際ピアノデュオコンクール)[37][38]
- 「内なる眼 -ピアノのための- / Innervisions for Piano」(2023年8月 第47回ピティナ・ピアノコンペティション特級2023:入賞記念アルバム)[39][40]
- 「こだま」-協力:ピティナ「はじまりの街」ピアノ・トゥデイ ～私たちのたからもの～(2024年3月 カワイ出版 ISBN 978-4-7609-0386-3)[41]
- メヌエット(2014年制作 2022年ピティナ・ピアノ曲事典に楽曲登録)[42] [43][44]

歌曲
- 「四つの思い出」歌曲集(2023年8月 カワイ出版 ISBN 9784760941988[16])[45][35]
- 「雨、雨の日」女声三部合唱(2024年12月 カワイ出版 カワイ出版創立50周年企画「笑顔で歌おうプロジェクト」 ISBN 978-4-7609-4769-0)[46][47][48]

室内楽
- 「静かな声に耳を傾けよ」-チェロとピアノのための(2025年 北海道桐朋会40周年記念コンサートで初演)[49][50]

編曲
- 「弾くべや！ご当地歌謡曲！　北海道編」ピアノソロ(2024年9月 カワイ出版  ISBN 978-4-7609-0705-2)[51]
- クラシックギターとピアノのための「星に願いを」[29]

## ディスコグラフィー
- 2018年12月5日『Landscapes』Warner Classics presents PTNA recordings WPDS-10085[52][脚注の使い方]